# Universitetet i São Paulo
Universitetet i São Paulo (portugisiska: Universidade de São Paulo, USP) är ett offentligt universitet i delstaten São Paulo, Brasilien. Det är det största universitetet i Brasilien och dess mest prestigefyllda utbildningsinstitution.

## Sjukvård
Universitetet driver fyra universitetssjukhus. 